# 19 février 1956
Le dimanche 19 février 1956 est le 50e jour de l'année 1956.

## Naissances
- Alexander Tarbeev, créateur de caractères, graphiste et professeur russe
- Antti Zitting, joueur de basket-ball finnois
- George David Low (mort le 15 mars 2008), astronaute américain
- Gian Carlo Capicchioni, homme politique saint-marinais
- Jeffrey R. Immelt, homme d'affaires américain
- Joël Dehasse, vétérinaire belge, coach en comportement animal
- Koharu Kisaragi (morte le 19 décembre 2000), écrivaine japonaise
- Lawrie Smith, skipper britannique
- Marcel Javaux, arbitre belge de football
- Marita Redondo, joueuse de tennis américaine
- Michèle Tharin, écrivaine suisse
- Roderick MacKinnon, biochimiste et médecin américain
- Russ Howard, curler canadien
- Víctor Frattini, joueur uruguayen de basket-ball

## Décès
- Arthur Glenn McKee (né le 12 janvier 1871), ingénieur américain
- Georges Bidault de l'Isle (né le 4 décembre 1874), astronome français
- Roger Le Bon (né le 29 septembre 1891), réalisateur et producteur français

## Événements
- Élections législatives grecques de 1956
- Fin des championnats du monde de patinage artistique 1956
- Publication du premier numéro de l'hebdomadaire japonais Shūkan Shinchō